# باشگاه فوتبال تاج تهران در فصل ۵۵–۱۳۵۴
باشگاه فوتبال تاج تهران در فصل ۵۵–۱۳۵۴ سی و یک‌امین فصل فعالیت این باشگاه که امروزه با نام استقلال شناخته می‌شود در فوتبال ایران بود. در این فصل این تیم در چهارمین دوره جام تخت جمشید و نخستین دوره مسابقات جام حذفی ایران شرکت کرد و در نهایت به مقام چهارمی جام تخت جمشید رسید و در مسابقات جام حذفی نیز در همان مرحله نخست، یک شانزدهم نهایی حذف شد. زدراکو رایکوف مربی تاج که از سال ۱۳۴۸ مربی‌گری این تیم را بر عهده داشت به دنبال نتایج ضغیف در این فصل در اواخر فصل از سمت خود برکنار شد تا دوره‌ای تاریخی در باشگاه تاج به پایان رسد.

## پیش‌زمینه
تاج در حالی فصل را آغاز کرد که فصل قبل برخلاف انتظارها به عنوان نازل چهارمی بسنده کرده بود. اختلاف تعدادی از ستارگان تاج همچون ناصر حجازی، غلامحسین مظلومی و رضا عادل‌خانی با مدیریت باشگاه باعث شد تا این بازیکنان در فصل نقل و انتقالات باشگاه تاج را ترک کنند و بازیکنان جوانی همچون حجت خاکسار تهرانی جایگزین‌شان شوند. مظلومی و عادل‌خانی از مهاجمان اصلی تاج و تیم ملی بودند و عدم حضورشان در این فصل از قدرت خط حمله تاج به شدت کاست.

## مرور فصل
چهارمین دوره مسابقات جام تخت جمشید با شرکت ۱۶ تیم در یک گروه به صورت رفت و برگشت از ۱۵ اسفند ۱۳۵۴ آغاز شد و در نهایت در ۲۵ آذر ۱۳۵۵ با قهرمانی پاس به پایان رسید. در این دوره از لیگ جام تخت جمشید پس از ۲۴۰ مسابقه رفت و برگشت جمعاً مبلغ ۱۶۰٬۸۹۵٬۹۰۰ ریال درآمد حاصل شد که سهم تیم تاج مبلغ ۱۳٬۶۳۶٬۶۷۳ ریال بود. تاج با وجود شروع خوب این فصل رفته رفته نتایج ضعیفی کسب کرد به طوری که در پایان فصل رایکوف از سمت خود بر کنار شد.
در اولین دوره مسابقات جام حذفی باشگاههای ایران (جام پهلوی) تیم تاج در دور دوم در ضربات پنالتی ۶ بر ۵ مغلوب تیم تهران‌جوان شد و از دور مسابقات حذفی کنار رفت.  در پایان این مسابقات تیم ملوان بندر پهلوی پس از شکست دادن تراکتورسازی تبریز به عنوان قهرمانی دست یافت.

### اخراج رایکوف
تیم فوتبال تاج تهران در ۲۸ آبان ۱۳۵۵ در هفته ۲۶ لیگ تخت جمشید میهمان تیم صنعت نفت بود که این بازی را با نتیجه ۲-۰ صفر به حریفش واگذار کرد. فردای این شکست جلسه‌ای در باشگاه تاج تشکیل شد و ماحصل این جلسه برکناری زدراکو رایکوف در ۲۹ آبان ۱۳۵۵ از سمت سرمربیگری تاج تهران بود. این مربی در شرایطی از تاج اخراج شد که از سال ۱۳۴۸ هدایت این تیم را برعهده داشت و با این تیم موفق به قهرمانی در ایران و آسیا شده بود. پس از اخراج رایکوف از سمت سرمربیگری تاج هدایت این تیم به طور موقت به علی دانایی‌فرد سپرده شد و قرار شد در ابتدای فصل بعد یک مربی خارجی دیگر به سمت سرمربی‌گری تاج برگزیده شود. رایکوف در فصل بعد هدایت تیم سپاهان اصفهان را بر عهده گرفت.
رایکوف در حالی در هفته ۲۶ از استقلال اخراج شد که خیلی قبل‌تر از هفته ۲۶ زمزمه‌های نارضایتی این مربی به گوش میرسید. رایکوف پس از شکست تاج تهران در هفته سیزدهم در برابر ماشین‌سازی تبریز یه مصاحبه جنجالی انجام داده بود و از بعضی از بازیکنان تیم شدیداً ناراضی بود.
- رایکوف:باشگاه تاج را ترک می کنم

بعد از بازی ماشین‌سازی و تاج رایکوف مربی تاج در حالی که بسیار عصبانی بود، در مورد علت شکست تیم خود گفت: تیم من در آمادگی مطلوب به سر نمی‌برد ، روشن پس از بازگشت از مونترال یا در تمرینات تیم حاضر نمی‌شود و با اینکه به هنگام تمرین تنبل جلوه میکند.
یکی از همراهان تیم تاج درحضور برگزار کنندگان مسابقه های نوجوانان گفت پنجشنبه شب حسن روشن تا ساعت یک بامداد به خانه نرفته و اطلاع نداشت که هواپیمای فوتبالیستها صبح در چه ساعتی بسوی تبریز حرکت خواهد کرد . رایکوف نیز در تائید گفته های این همراه گفت : بعضی از بازیکنان تاج شورش را در آورده‌اند و مرتب لج بازی کرده و حرف مرا گوش نمی‌کنند و بعضی از مسؤولین باشگاه در حمایت از بازیکنان خاطی به من اجازه تنبیه نمی‌دهند. بدین جهت سه ماه دیگر از تاج میروم و به هیچ قیمتی حاضر نیستم دراین باشگاه باقی بمانم.
در برابر گفته‌های رایکوف کوزه کنانی ناراحت به نظر میرسید افزود رایکوف با باشگاه تاج دو سال قرارداد دارد و حق ندارد تاج را ترک کند و وقتی قرارداد تمام شد آنوقت میتواند در این مورد تصمیم بگیرد. ولی رایکوف در حضور عده‌ای از جمله استاد صدیقانی ، محمد بیاتی، هادی نراقی و حسن نگارش تا کید کرد و گفت من تاج را ترک میکنم.
جهانگیر کوثری نیز در این موقع وارد ماجرا شد و به رایکوف گفت من برای این از راه‌آهن به تاج آمدم تا در این تیم بازی کنم نه همیشه ذخیره باشم و روی نیمکت بنشینم اگر از هفته آینده از من استفاده نکنید من قبل از شما تاج را ترک میکنم ! تا کی ذخیره باشم؟! 

## بازی‌ها

### لیگ تخت جمشید
منبع
| ۱۵ اسفند ۱۳۵۴ ۱ | تاج تهران | ۰ – ۰ | آرارات تهران | تهران                                   |
|                 |           | گزارش |              | ورزشگاه: امجدیه تهران داور: منوچهر نظری |

| ۶ فروردین ۱۳۵۵ ۳ | تاج تهران             | ۲ – ۰              | ذوب‌آهن اصفهان | تهران                                   |
|                  | نراقی ۵۳' · عاشری ۸۷' | اطلاعات دنیای ورزش |               | ورزشگاه: امجدیه تهران داور: بهمن بهلولی |

| ۱۲ فروردین ۱۳۵۵ ۴ | دارایی تهران | ۰ – ۰ | تاج تهران | تهران                                     |
|                   |              | گزارش |           | ورزشگاه: امجدیه تهران داور: عباس مقدس‌زاده |

| ۲۲ فروردین ۱۳۵۵ ۵ | تاج تهران | ۱ – ۰ | بانک ملی تهران | تهران                                  |
|                   | مژدهی ۲۰' | گزارش |                | ورزشگاه: امجدیه تهران داور: محمد ریاحی |

| ۳ اردیبهشت ۱۳۵۵ ۶ | سپاهان اصفهان | ۰ – ۱ | تاج تهران    | تهران                                      |
|                   | یزدخواستی     | گزارش | ابراهیمی ۳۹' | ورزشگاه: باغ همایون اصفهان داور: رضا حیدری |

| ۱۰ اردیبهشت ۱۳۵۵ ۷ | تاج تهران             | ۲ – ۲ | نیرو اهواز     | تهران                                   |
|                    | مژدهی ۵۲' · عاشری ۸۵' | گزارش | نکوئی ۱۵'، ۲۰' | ورزشگاه: امجدیه تهران داور: جعفر نامدار |

| ۱۹ اردیبهشت ۱۳۵۵ ۸ | تاج تهران | ۰ – ۰ | پاس تهران | تهران                                   |
|                    | نظری      | گزارش |           | ورزشگاه: امجدیه تهران داور: جعفر نامدار |

| ۲۳ اردیبهشت ۱۳۵۵ ۹ | هما تهران | ۰ – ۱ | تاج تهران        | تهران                                    |
|                    |           | گزارش | روشن ۲۴' · مژدهی | ورزشگاه: امجدیه تهران داور: ارشد برازنده |

| ۳۱ اردیبهشت ۱۳۵۵ ۱۰ | تاج تهران | ۱ – ۰ | برق شیراز | تهران                                  |
|                     | نظری ۱۹'  | گزارش |           | ورزشگاه: امجدیه تهران داور: محمد صالحی |

| ۱۵ مرداد ۱۳۵۵ ۱۱ | تاج تهران         | ۱ – ۱ | صنعت نفت آبادان | تهران                                   |
|                  | نراقی ۱۹' · عاشری | گزارش | لقمان ۴۴'       | ورزشگاه: امجدیه تهران داور: بهمن بهلولی |

| ۲۲ مرداد ۱۳۵۵ ۱۲ | شهباز تهران               | ۲ – ۴                      | تاج تهران                             | تهران                             |
|                  | مجدتیموری ۴۷' · حیدری ۵۹' | گزارش بازی روزنامه اطلاعات | روشن ۱۰' · نراقی ۳۱'، ۵۰' · مژدهی ۴۴' | ورزشگاه: آریامهر داور: محسن زمانی |

| ۲۸ مرداد ۱۳۵۵ ۱۳ | ماشین‌سازی تبریز      | ۲ – ۱ | تاج تهران       | تبریز                                     |
|                  | زارع ۱۶' · عباسی ۵۵' | گزارش | نراقی ۷' · نظری | ورزشگاه: رضا پهلوی تبریز داور: محمد صالحی |

| ۵ شهریور ۱۳۵۵ ۱۴ | ابومسلم مشهد | ۰ – ۲ | تاج تهران                    | مشهد                                   |
|                  |              | گزارش | روشن ۲۲' · مژدهی ۵۰' · کوثری | ورزشگاه: سعدآباد مشهد داور: محسن زمانی |

| ۱۲ شهریور ۱۳۵۵ ۱۵ | ملوان بندر پهلوی     | ۱ – ۱ | تاج تهران                 | بندر پهلوی                                          |
|                   | اسپندار ۱۹' · هادیان | گزارش | نوین‌روزگار ۴۰' · حق‌وردیان | ورزشگاه: محمدرضا شاه بندر پهلوی داور: عباس مقدس‌زاده |

| ۱۸ شهریور ۱۳۵۵ ۱۶ | آرارات تهران | ۱ – ۰ | تاج تهران | تهران                                  |
|                   | عنبرچیان ۱۴' | گزارش |           | ورزشگاه: امجدیه تهران داور: محمد ریاحی |

| ۲۶ شهریور ۱۳۵۵ ۱۷ | ذوب‌آهن اصفهان | ۰ – ۱ | تاج تهران             | اصفهان                                     |
|                   |               | گزارش | عاشری ۴۴' · مراغه‌چیان | ورزشگاه: باغ همایون اصفهان داور: رضا حیدری |

| ۲ مهر ۱۳۵۵ ۱۸ (دربی ۲۰) | پرسپولیس تهران       | ۱ – ۱                      | تاج تهران | تهران                                |
|                         | پروین ۳۶' · الله‌وردی | گزارش بازی روزنامه اطلاعات | نراقی ۲۲' | ورزشگاه: امجدیه تهران داور: جک تیلور |

| ۹ مهر ۱۳۵۵ ۱۹ | تاج تهران | ۰ – ۰ | دارایی تهران               | تهران                                  |
|               |           | گزارش | فداکار ماشاالله‌زاده اصلانی | ورزشگاه: امجدیه تهران داور: محسن زمانی |

| ۱۵ مهر ۱۳۵۵ ۲۰ | بانک ملی تهران | ۰ – ۲ | تاج تهران                        | تهران                                    |
|                | سلیمی '؟       | گزارش | عاشری ۱۸' · روشن ۴۳' · اسکندریان | ورزشگاه: امجدیه تهران داور: جمشید اخباری |

| ۲۳ مهر ۱۳۵۵ ۲۱ | تاج تهران | ۰ – ۱ | سپاهان اصفهان     | تهران                                   |
|                |           | گزارش | صفاپور ۵۷' · تابش | ورزشگاه: امجدیه تهران داور: منوچهر نظری |

| ۳۰ مهر ۱۳۵۵ ۲۲ | نیرو اهواز | ۱ – ۱              | تاج تهران | اهواز                                  |
|                | شهبازی ۱۶' | دنیای ورزش اطلاعات | نظری ۸۵'  | ورزشگاه: ولیعهد اهواز داور: محمد صالحی |

| ۷ آبان ۱۳۵۵ ۲۳ | پاس تهران | ۱ – ۰ | تاج تهران | تهران                              |
|                | فرکی ۸۰'  | گزارش |           | ورزشگاه: آریامهر داور: جعفر نامدار |

| ۱۶ آبان ۱۳۵۵ ۲۴ | تاج تهران     | ۲ – ۰              | هما تهران | تهران                                  |
|                 | روشن ۵۳'، ۸۰' | دنیای ورزش اطلاعات |           | ورزشگاه: امجدیه تهران داور: محمد صالحی |

| ۲۱ آبان ۱۳۵۵ ۲۵ | برق شیراز | ۰ – ۰ | تاج تهران | شیراز                                     |
|                 |           | گزارش | قراب      | ورزشگاه: تاجگذاری شیراز داور: منوچهر نظری |

| ۲۸ آبان ۱۳۵۵ ۲۶ | صنعت نفت آبادان                        | ۲ – ۰ | تاج تهران      | آبادان                                     |
|                 | نظام آزادی ۶۷' · بهاریان ۸۷' · قاسم‌پور | گزارش | روشن اسکندریان | ورزشگاه: رضا پهلوی آبادان داور: محسن زمانی |

| ۵ آذر ۱۳۵۵ ۲۷ | تاج تهران        | ۱ – ۲ | شهباز تهران                      | تهران                                        |
|               | نراقی ۹' · مسلمی | گزارش | مظلومی ۴' · حیدری ۳۱' · عادلخانی | ورزشگاه: امجدیه تهران داور: رحیم عباسقلی‌زاده |

| ۱۱ آذر ۱۳۵۵ ۲۸ | تاج تهران | ۰ – ۰              | ماشین‌سازی تبریز | تهران                                   |
|                |           | دنیای ورزش اطلاعات | ربانی           | ورزشگاه: امجدیه تهران داور: جعفر نامدار |

| ۱۸ آذر ۱۳۵۵ ۲۹ | تاج تهران    | ۱ – ۰ | ابومسلم مشهد | تهران                               |
|                | ابراهیمی ۷۵' | گزارش |              | ورزشگاه: امجدیه تهران داور: پل شیلر |

| ۲۵ آذر ۱۳۵۵ ۳۰ | تاج تهران | ۱ – ۱ | ملوان بندر پهلوی | تهران                                   |
|                | عاشری ۴۵' | گزارش | جهانی ۸۵'        | ورزشگاه: امجدیه تهران داور: ادولف اشمیت |

#### جایگاه در جدول
| رتبه | عنوان بازیها | بازی | برد | مساوی | باخت | گل‌زده | گل‌خورده | تفاضل | امتیاز |
| ---- | ------------ | ---- | --- | ----- | ---- | ----- | ------- | ----- | ------ |
| ۳    | شهباز تهران  | ۳۰   | ۱۳  | ۱۰    | ۷    | ۳۶    | ۲۴      | ۱۲    | ۳۶     |
| ۴    | تاج تهران    | ۳۰   | ۱۱  | ۱۳    | ۶    | ۲۸    | ۱۹      | ۹     | ۳۵     |
| ۵    | دارایی تهران | ۳۰   | ۷   | ۲۱    | ۲    | ۲۵    | ۱۶      | ۹     | ۳۵     |

### جام حذفی (پهلوی)
| ۲۹ فروردین ۱۳۵۵ 1/16 نهایی                       | تاج تهران    | ۱ – ۱ (۴ – ۵ پنالتی)                                                             | تهران جوان   | تهران                                  |
|                                                  | مژدهی ۷۵'    | اطلاعات                                                                          | فتح‌آبادی ۷۹' | ورزشگاه: امجدیه تهران داور: محسن زمانی |
|                                                  | ضربات پنالتی |                                                                                  |              |                                        |
| نظری · مژدهی · قراب · ابراهیمی · جانملکی · مسلمی |              | محمد نوری · منصور ضرابی · علی رحمانی · اصغر نوروزی · محمد فراهانی · بهزاد مرجانی |              |                                        |

منبع 

### جام کرم نیرلو
هشت تیم تهرانی بنا به درخواست هیئت فوتبال تهران در جامی به یادبود کرم نیرلو ملی‌پوش ایرانی شرکت کردند. این بازیها که شیوه برگزاری آن به صورت تک حذفی بود تصمیم بر این شد که درآمد این مسابقات به بازماندگان مرحوم کرم نیرلو اهدا شود. تاج، پرسپولیس، پاس، شهباز، هما، دارایی، آرارات و بانک ملی هشت تیم تهرانی بودند که در این مسابقات شرکت کردند. تیم تاج در بازی اول این جام در برابر شهباز شکست خورد و از دور مسابقات حذف شد.
| ۲۹ آذر ۱۳۵۵ بازی اول | تاج تهران | ۰ – ۳   | شهباز تهران                              | تهران                                   |
|                      |           | اطلاعات | مجدتیموری ۴۱' · حیدری ۵۱' · عادلخانی ۹۰' | ورزشگاه: امجدیه تهران داور: بهمن بهلولی |

## آمار فصل

### عملکرد کلی
| عنوان بازیها  | بازی | برد | مساوی | باخت | گل‌زده | گل‌خورده | تفاضل | امتیاز |
| ------------- | ---- | --- | ----- | ---- | ----- | ------- | ----- | ------ |
| لیگ تخت جمشید | ۳۰   | ۱۱  | ۱۳    | ۶    | ۲۸    | ۱۹      | ۹     | ۳۵     |
| جام حذفی      | ۱    | ۰   | ۱     | ۰    | ۱     | ۱       | ۰     | ۱      |
| جمع           | ۳۱   | ۱۱  | ۱۴    | ۶    | ۲۹    | ۲۰      | ۹     | ۳۶     |

### تعداد بازی
| #  | بازیکن              | تعداد بازی    | تعداد بازی | تعداد بازی |
| #  | بازیکن              | لیگ تخت جمشید | جام حذفی   | جمع        |
| -- | ------------------- | ------------- | ---------- | ---------- |
| ۱  | آندرانیک اسکندریان  | ۲۸            | ۱          | ۲۹         |
| ۲  | هادی نراقی          | ۲۸            | ۱          | ۲۹         |
| ۳  | عزت جانملکی         | ۲۷            | ۱          | ۲۷         |
| ۴  | جواد قراب           | ۲۶            | ۱          | ۲۷         |
| ۵  | سعید مراغه‌چیان      | ۲۶            | ۰          | ۲۶         |
| ۶  | حسن نظری            | ۲۵            | ۱          | ۲۶         |
| ۷  | حسن روشن            | ۲۵            | ۱          | ۲۶         |
| ۸  | مسعود مژدهی         | ۲۴            | ۱          | ۲۵         |
| ۹  | منصور رشیدی         | ۲۲            | ۱          | ۲۳         |
| ۱۰ | محرم عاشری          | ۲۲            | ۰          | ۲۲         |
| ۱۱ | مصطفی مسلمی         | ۲۱            | ۱          | ۲۱         |
| ۱۲ | حسن ابراهیمی        | ۲۰            | ۱          | ۲۰         |
| ۱۳ | عباس نوین‌روزگار     | ۱۹            | ۱          | ۱۹         |
| ۱۴ | جهانگیر کوثری       | ۱۶            | ۰          | ۱۶         |
| ۱۵ | کارو حق‌وردیان       | ۱۱            | ۱          | ۱۲         |
| ۱۶ | حجت‌اله خاکسارتهرانی | ۱۰            | ۰          | ۱۰         |
| ۱۷ | اکبر کارگر جم       | ۱۰            | ۰          | ۱۰         |
| ۱۸ | حسن نگارش           | ۸             | ۰          | ۸          |
| ۱۹ | محمد پیربازاری      | ۷             | ۰          | ۷          |
| ۲۰ | سعید باغوردانی      | ۳             | ۰          | ۳          |
| ۲۱ | حسین مددی           | ۳             | ۰          | ۳          |
| ۲۲ | فریدون محیطی        | ۱             | ۰          | ۱          |

### آمار گل‌زن‌ها
| ردیف | گلزنان          | جام تخت جمشید | جام حذفی | جمع |
| ---- | --------------- | ------------- | -------- | --- |
| ۱    | هادی نراقی      | ۷             | ۰        | ۷   |
| ۲    | حسن روشن        | ۶             | ۰        | ۶   |
| ۲    | مسعود مژدهی     | ۵             | ۱        | ۶   |
| ۴    | محرم عاشری      | ۵             | ۰        | ۵   |
| ۵    | حسن نظری        | ۲             | ۰        | ۲   |
| ۵    | حسن ابراهیمی    | ۲             | ۰        | ۲   |
| ۷    | عباس نوین‌روزگار | ۱             | ۰        | ۱   |
|      | جمع             | ۲۸            | ۱        | ۲۹  |

### تفکیک عملکرد مربیان تاج
در این فصل زدراکو رایکوف بعد از نتایج نه چندان جالب از هدایت استقلال کنار گذاشته شد و در چهار بازی پایانی فصل علی دانایی‌فرد جانشین این مربی شد
به همین خاطر در جدول زیر به تفکیک عملکرد این فصل تاج بین این دو مربی پرداخته‌ایم
| عنوان بازیها      | بازی | برد | مساوی | باخت | گلزده | گل‌خورده | تفاضل | درصد برد |
| ----------------- | ---- | --- | ----- | ---- | ----- | ------- | ----- | -------- |
| زدراکو رایکوف     |      |     |       |      |       |         |       |          |
| جام تخت جمشید     | ۲۶   | ۱۰  | ۱۱    | ۵    | ۲۵    | ۱۶      | ۹     | ۳۸٪      |
| جام حذفی          | ۱    | ۰   | ۱     | ۰    | ۱     | ۱       | ۰     | ۰٪       |
| علی دانایی‌فرد     |      |     |       |      |       |         |       |          |
| جام تخت جمشید     | ۴    | ۱   | ۲     | ۱    | ۳     | ۳       | ۰     | ۲۵٪      |
| جمع عملکرد مربیان |      |     |       |      |       |         |       |          |
| زدراکو رایکوف     | ۲۷   | ۱۰  | ۱۲    | ۵    | ۲۶    | ۱۷      | ۹     | ۳۷٪      |
| علی دانایی‌فرد     | ۴    | ۱   | ۲     | ۱    | ۳     | ۳       | ۰     | ۲۵٪      |

### کاپیتان‌های فصل
| رده | نام           | جام تخت جمشید | جام حذفی | جمع |
| --- | ------------- | ------------- | -------- | --- |
| ۱   | عزت جانملکی   | ۱۴            | ۰        | ۲۰  |
| ۲   | اکبر کارگرجم  | ۱۰            | ۰        | ۱۰  |
| ۳   | کارو حق‌وردیان | ۴             | ۱        | ۵   |
| ۴   | جواد قراب     | ۱             | ۰        | ۱   |
| ۵   | منصور رشیدی   | ۱             | ۰        | ۱   |

- فقط کاپینانهایی که بازی را شروع کرده‌اند در این جدول قرار گرفته‌اند و کاپیتانهای تعویضی محاسبه نشده‌اند.

## سایر ورزش‌ها
- در مسابقات قهرمانی دوچرخه سواری باشگاههای تهران علی پورمهر ۵ بار مقام قهرمانی کسب نمود و ستاره مسابقات نام گرفت. هوشنگ امیر آخوری ۳ بار و خسرو حق‌گشا و غلامحسین کوهی هر کدام ۲ بار به مقام قهرمانی دست یافتند.
- تیم دوچرخه سواری تاج برای ششمین سال پیاپی به مقام قهرمانی باشگاههای تهران دست یافت. در این دوره از مسابقات قهرمانی باشگاههای تهران خسرو حق‌گشا، علی پورمهر، غلامحسین کوهی، هوشنگ امیرآخوری، تیم تاج را تشکیل می دادند. رهبری تیم به عهده حق‌گشا بود.
- در مسابقات وزنه برداری قهرمانی جوانان باشگاههای تهران تیم تاج قهرمان باشگاههای تهران شدند و از ۹ وزن انجام شده در ۸ وزن به مقام قهرمانی رسید.
- در مسابقات وزنه برداری قهرمانی باشگاههای تهران تیم وزنه برداری تاج با ۹۶ امتیاز به مقام قهرمانی رسید و تیم پاس با ۹۵ امتیاز دوم شد و تیم راه‌آهن با ۵۷ امتیاز در مکان سوم ایستاد. اعضاء تیم تاج در این دوره از مسابقات عبارت بودند از: لطف‌اله ناصری، فیض‌اله ناصری، حسن محمدپور، شعبان جعفری، عبداله فلاحتی، علی‌اصغر فلاحتی، علی‌اصغر رواسی، شهرام یوسفی، نصراله دهنوی، حافظ حسنی، تورج زندی. منبع
- در مسابقات بسکتبال بانوان باشگاه‌های ایران، جام شهبانو ۱۳۵۵ که در زمستان به پایان رسید، تیم بسکتبال تاج به مقام چهارم دست یافت و تیم های ایرانا، افسر و سپاهان به ترتیب اول تا سوم شدند.[۶][۷][۸]
- در مسابقات والیبال باشگاههای ایران‌ (جام پاسارگاد ۱۳۵۵) تیم تاج به مقام قهرمانی این دوره از مسابقات رسید و تیم پرسپولیس به مقام دوم نایل آمد. در بازی هفته پایانی تیم تاج در سه ست متوالی تیم پرسپولیس را مغلوب کرد و لذت قهرمانی را دو صد چندان نمود. اعضاء تیم والیبال تاج قهرمان باشگاه های ایران عبارت بودند از: مصطفی ذوقی (کاپیتان)، علی تازرونی - حسن شمشیری، احمد پورکاشیان، محسن نخعی، مهدی صابرپور، مجید ارگی، رضا قهوه‌ای، رسول آوازی ، عزیز پرتوی، جواد محتشمیان، مجید اسکندری، محمدرضا محمد و مربی تیم نیز فاروق فخرالدینی بود.[۹][۱۰][۱۱][۱۲]
- در مسابقات انتخابی قهرمانی والیبال باشگاههای تهران تیم  والیبال دختران تاج توانست به مقام قهرمانی این دوره از مسابقات برسد و همراه تیم های والیبال هما و پاس به مسابقات والیبال سراسری راه یافتند.
- در مسابقات والیبال جام شهبانو تیم تاج در فینال مسابقات در پی اعتراض به داوری مسابقات در دیدار فینال در مقابل تیم هما زمین مسابقه را ترک کرد و به مقام دوم این دوره از مسابقات رسید.
- در مسابقات والیبال بانوان باشگاههای تهران در زمستان ۱۳۵۵، تیم والیبال بانوان تاج به مقام قهرمانی رسید و تیم پاس دوم شد. اعضاء تیم تاج در این مسابقات عبارت بودند از: مهناز آقایی‌زاده، نینو ایست ملک، مهوش نامدار، افتخار روحانی‌زاده، بتول حسین‌پور، ناهید حسینی (کاپیتان). منبع
- در مسابقات کشتی نوجوانان تهران تیم کشتی نوجوانان تاج توانست به مقام قهرمانی دست یابد.
- در مسابقات مشت زنی جام شناوران نادری تیم تاج با به دست آوردن پنج مقام قهرمانی به عنوان قهرمان این دوره از مسابقات شناخته شد.
- در مسابقات پرورش اندام و بدنسازی باشگاههای تهران تیم تاج پس از تیم فردوسی به مقام دوم دست یافت.
- در مسابقات تنیس قهرمانی بانوان باشگاههای تهران (جام راکت طلایی) تیم بانوان تاج به مقام قهرمانی این دوره از مسابقات نایل آمد، اعضاء تیم تنیس بانوان تاج عبارت بودند از: صدیقه اکبری، مرجان اسکویی.
- در مسابقات تنیس قهرمانی باشگاههای تهران تیم تنیس بانوان تاج به مقام قهرمانی دست یافت.
- در مسابقات قهرمانی تنیس روی میز باشگاههای تهران تیم تاج به مقام قهرمانی دست یافت.
- از اسفند ماه سال ۱۳۵۵ حسن روشن به عنوان کاپیتان تیم تاج انتخاب شد.
- در این سال تیم فوتبال جوانان تاج توانست به مقام قهرمانی جوانان باشگاههای تهران برسد.
- تیم فوتبال جوانان تاج به مقام قهرمانی جام فوتبال ولیعهد دست یافت. تیم فوتبال تاج با ۲۲ گل زده و ۴ گل خورده بهترین خط حمله و خط دفاع را به خود اختصاص داد و فریدون محیطی با ۸ گل زده به عنوان آقای گل مسابقات شناخته شد. مربیگری تیم نیز به عهده منصور پورحیدری بود.

منبع

## نگار خانه

حسن ابراهیمی مهاجم تاج
اخراج زدراکو رایکوف از تاج تهران در چهار هفته به پایان لیگ تخت جمشید
قهرمانی تیم وزنه‌برداری تاج در مسابقات باشگاههای تهران در سال ۱۳۵۵
مصطفی ذوقی کاپیتان تیم والیبال تاج تهران
تیم بسکتبال زنان تاج تهران در جام شهبانو ۱۳۵۵
تیم بسکتبال زنان تاج تهران در جام شهبانو ۱۳۵۵
تصویری از تیم والیبال دختران تاج در قهرمانی باشگاههای تهران
قهرمانی والیبال دختران تاج در باشگاههای تهران
قهرمانی تیم والیبال مردان تاج در باشگاههای ایران (جام پاسارگاد)
مژدهی و عبداللهی در جدالی در بازی تاج و شهباز (تاج ۴ - شهباز ۲)
مصاحبه‌ای جنجالی از رایکوف پس از شکست تیم تاج در برابر ماشین‌سازی تبریز
اکبر کارگرجم در بازی با شهباز تهران (تاج ۴-۲ شهباز)
تیم والیبال تاج قهرمان دومین دوره لیگ والیبال ایران.
انتخاب دانایی‌فرد به عنوان مربی موقت تاج